# دوري المقاطعات الشمالي الغربي 2006–07
دوري المقاطعات الشمالي الغربي 2006–07 هو موسم من دوري المقاطعات الشمالي الغربي. فاز فيه نادي اتحاد مانشستر.